# 헨리 윈터 데이비스

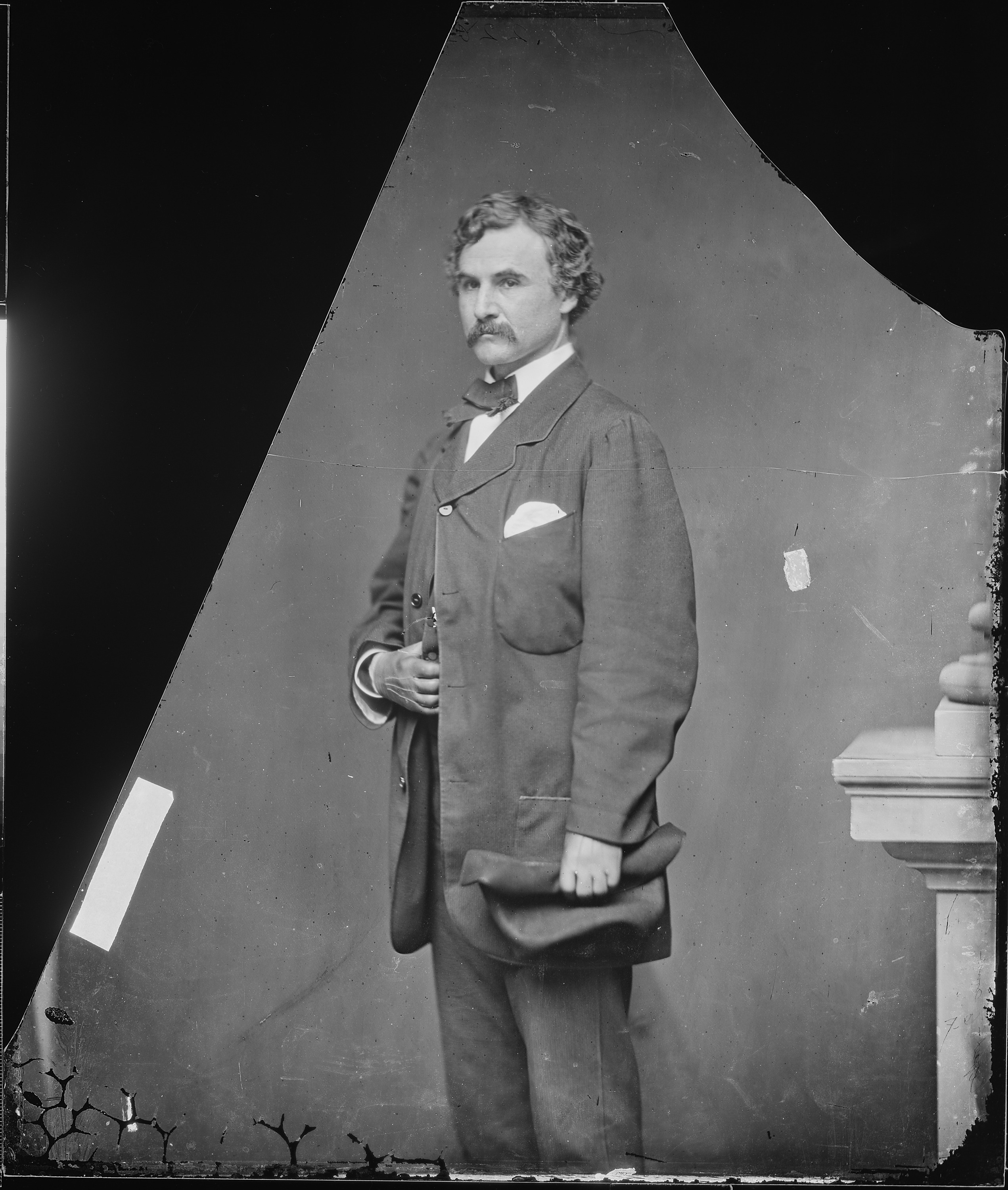

헨리 윈터 데이비스(Henry Winter Davis, 1817년 8월 16일 ~ 1865년 12월 30일)는 미국 남북 전쟁 기간 중에 급진공화원 중 한 명으로 유명한 미국 하원의원이다.

## 생애
메릴랜드주 아나폴리스에서 태어난 헨리 윈터 데이비스의 아버지 레버런드 헨리 라이언 데이비스(1775-1836년)는 저명한 메릴랜드주 성공회 성직자였으며 수년 간 세인트존스 칼리지의 학장을 역임했다. 아들은 1837년 오하이오주 케니언 칼리지를 졸업하고 1841년 버지니아 대학교 법학대학원을 졸업하였다.

## 경력
자신 스스로가 노예 소유주였음에도 불구하고 반노예제적 시각에 물들은 헨리 윈터 데이비스는 휘그당에서 정치적 삶을 시작했다. 휘그당이 붕괴되자 노우 나씽이 되었다.